# 放射性污染

辐射标记

放射性物体或放射源缺少防护措施，会导致放射性污染。

## 放射性污染来源

### 核工业
核工业中会产生放射性废弃物、废水、废气等污染物。当核电站发生事故时，也会导致严重的环境污染，典型案例如切尔诺贝利事件和由2011年日本東北地方太平洋近海地震引起的日本福島第一核電廠事故。

### 核武器、核试验
进行各类核试验时，放射性物质会扩散到大气中，形成放射性粉尘。

## 参閱
- 背景輻射
- 比基尼环礁
- 車諾比事件
- 临界事故
- 游離輻射
- 核動力
- 放射生物學
- 急性辐射综合症
- 放射性废料
- 朗格拉普環礁
- K-19 (苏联潜艇)
- 核輻射獨立研究與信息委員會（英语：Commission for Independent Research and Information on Radioactivity）

## 外部連結
- Q&A: Health effects of radiation exposure （页面存档备份，存于）, BBC News, 21 July 2011.
- Alliance for Nuclear Responsibility （页面存档备份，存于）
- training guide （页面存档备份，存于） Brookhaven National Laboratory Training Guide.
- International Fund for Animal Welfare report on impact of radiation on animals （页面存档备份，存于）